# Michiko Nakatani
Michiko Nakatani (jap. 中谷 ミチコ, Nakatani Michiko; * 1981 in der Präfektur Tokyo) ist eine japanische Künstlerin.

## Vita
Michiko Nakatani wurde 1981 in Tokyo in Japan geboren. 2001 bis 2005 studierte sie Bildhauerei an der Kunsthochschule Tama in Tokyo in Japan. 2005 kam sie nach Deutschland und begann 2006 ein Gaststudium an der Hochschule für Bildende Künste Dresden. 2010 schloss sie ihr Hauptstudium bei Martin Honert mit dem Diplom ab, 2012 bis 2014 studierte sie bei ihm als Meisterschülerin.

## Kunst
Die Bildhauerin Michiko Nakatani fertigt hauptsächlich Negativreliefs in Gips, die farbig gefasst und mit Kunstharz ausgegossen werden. Auch Skulpturen gehören zu ihrem Repertoire, die aus unterschiedlichen Materialien, oft aus Gips oder Holz bestehen. Oft stellt sie ihre Werke zu Installationen zusammen, die durch Bleistiftzeichnungen auf großen Wandflächen vervollständigt werden. Auf Papier verwendet sie Bleistift und Aquarell. Ihre Arbeiten zeigen Menschen, Vögel, Boote oder Bäume. Sie thematisieren die Verlorenheit wie auch die Geborgenheit des Individuums im Ganzen.

## Stipendien und Preise
- 2012–2014 Japanese Government Overseas Study Programme for Artists
- 2010 VOCA Förderpreis des kaiserlichen Museums Ueno, Tokyo (VOCA展奨励賞受賞)[3]

## Einzelausstellungen (Auswahl)
- 2017: North Gallery, Saitama City, Japan
- 2014: Souzou no yoroi. Galerie Rothamel, Frankfurt
- 2013: Tōhoku. (mit Hans-Christian Schink), Galerie Rothamel, Erfurt
- 2012: Impression. Maki Fine Art, Tokyo
- 2005: Michiko Nakatani. Gallery b, Tokyo[4]

## Ausstellungsbeteiligungen (Auswahl)
- 2021: Sukuu, Sukuu, Sukuu. Oku-Noto Triennale, Japan[5]
- 2016: All living things. The Vangi Sculpture Garden Museum, Shizuoka Japan
- 2013: Dollhouse. Galerie Rothamel, Erfurt
- 2013: Light & Blindness. Maki Fine Art, Tokyo
- 2010: Voca Art Award. Ueno Royal Museum, Tokio
- 2010: Soko ni aru image. Morioka Shoten, Tokio
- 2010: Our House is Your House. Galerie Dolmen, Prag
- 2009: Unser Haus ist euer Haus. Domlagk Ateliers, München
- 2009: nichts mit -ung. Villa Eschebach, Dresden
- 2009: Haut. HfBK Dresden
- 2009: Beautiful Fish. Mini Galerie, Yokohama
- 2009: nei loro occhi. Palazzo Albrizzi, Venezia
- 2008: Animals. Pögehaus, Leipzig
- 2008: Mensch und Tier. g8kunstraum, Dresden
- 2008: Global Generation, Freiburg
- 2007: Achtung Kunst. Gartenbaumuseum, Erfurt
- 2005: Über eine Emotion. Gallery B, Tokio
- 2004: White. Tama Art University, Tokio[4]